# شیشه‌ماهی باله‌بلند
شیشه‌ماهی باله‌بلند (نام علمی: Parambassis altipinnis) نام یک گونه از خانواده شیشه‌ماهیان آسیایی است.